# Jabar Sharza
Jabar Sharza (* 6. April 1994 in Kabul) ist ein dänisch-afghanischer Fußballspieler.

## Karriere

### Verein
Sharza wurde in Kabul geboren, flüchtete aber im Jahr 1999 nach Dänemark und wuchs dort auf. Seine Karriere begann er in der Jugend von Brønshøj BK und Lyngby BK. Nach einer Zwischenstation bei Genlofte VI kehrte der Stürmer Ende Februar 2015 zu Brønshøj zurück und kam noch zweimal in der Liga zum Einsatz. Nach dem Abstieg in die 2. Division setzte sich Sharza als Stammspieler durch. Er kam auf 29 Einsätze und 19 Tore. Nach dem verpassten Aufstieg wechselte er zur Saison 2016/17 zu Akademisk BK in die zweite Liga, wo er ebenfalls Stammspieler wurde. Dort spielte er nur ein Jahr und ging dann weiter zu Fremad Amager. Von 2019 bis 2021 spielte er nun für den finnischen Erstligisten Helsingfors IFK. Seit 2021 ist er für den indonesischen Verein Persela Lamongan aus Ostjava im Einsatz, die ersten Saisonspiele verpasste er aber aufgrund von Einreisebeschränkungen für Ausländer in Indonesien. Am 5. Spieltag der Saison 2021/22 kam er zu seinem Debüt in der indonesischen Liga, als er in der 74. Minute im Spiel gegen Arema Malang eingewechselt wurde. Im Januar 2022 wechselte er auf Leihbasis nach Banda Aceh zum Ligakonkurrenten Persiraja Banda Aceh. 2022 ging er nach Schweden zum Ariana FC, der von Afghanen gegründet wurde. Er wurde mit Pausen mehrmals vom, Verein verpflichtet. 2024 sah ihn in seiner Heimat beim Abu Muslim FC.

### Nationalmannschaft
Im Februar 2018 wurde er von Otto Pfister erstmals für die afghanische Nationalmannschaft nominiert. Am 27. März debütierte er schließlich in der Asienmeisterschaft-Qualifikation gegen Kambodscha und schoss beim 2:1-Auswärtssieg beide Tore.